# IVAM Fachverband für Mikrotechnik
IVAM e.V. ist ein Verein mit Sitz in Dortmund. Mitglieder sind Unternehmen und Institute aus den Bereichen Mikrotechnik, Nanotechnik, MEMS (Micro Electro Mechanical Systems), Optotronik und Neue Materialien. Anwendung finden diese Technologien beispielsweise in den Bereichen Medizintechnik, Industrieautomatisierung, Qualitätssicherung, Luft- und Raumfahrt, Logistik sowie der Automobilindustrie. 
Der Verband hat ca. 250 Mitglieder aus mehreren Ländern und betreibt Technologiemarketing in Form von Veranstaltungen und Publikationen, Aus- und Weiterbildungsprojekte sowie Lobbyarbeit für kleine und mittlere Unternehmen. 
Die Abkürzung stand ursprünglich für „Interessengemeinschaft zur Verbreitung von Anwendungen der Mikrostrukturtechniken“.